# الذاري (إب)

تعديل مصدري - تعديل

الذاري محلة تابعة لقرية المقلوع، التابعة لعزلة ميتم بمديرية إب إحدى مديريات محافظة إب في الجمهورية اليمنية.، بلغ تعداد سكانها 159 حسب تعداد اليمن لعام 2004.